# Richard Ruiz Ruiz
Richard Ruiz (San Cristóbal, Táchira, Venezuela; 28 de julio de 1988) es un futbolista venezolano. Juega como arquero y su actual equipo es el Llaneros de Guanare de la Primera División de Venezuela.

## Clubes
| Club                              | País      | Periodo   |
| --------------------------------- | --------- | --------- |
| Deportivo Táchira                 | Venezuela | 2008-2011 |
| Estudiantes de Mérida Fútbol Club | Venezuela | 2012-2013 |
| Aragua Fútbol Club                | Venezuela | 2013      |
| Deportivo Anzoátegui S.C          | Venezuela | 2014-2016 |
| Estudiantes de Mérida Fútbol Club | Venezuela | 2016-2019 |
| Estudiantes de Caracas            | Venezuela | 2019      |
| Llaneros de Guanare               | Venezuela | 2020      |

- Datos: Q6108693